# سالمور
سالمور هي بلدية في مقاطعة كونية في منطقة بيمنتة الإيطالية تقع على بعد نحو 50 كيلومتر (31 ميل) جنوب تورينو ونحو 30 كيلومتر (19 ميل) شمال شرق كونية. تقع سلمور على حدود البلديات التالية: بيني فاجينا وسيرفير وشيراسكو وفوسانو ونارزوبل.